# Cucumber
Cucumber (traducido como Pepino) es una serie de televisión británica de 2015 creada por Russell T Davies y emitida en Channel 4. Trata de la vida de un hombre de mediana edad llamado Henry Best (Vincent Franklin) después de tener una cita desastrosa con su novio, Lance Sullivan (Cyril Nri), con quien llevaba nueve años. La antigua vida de Henry se rompe, y se embarca en una nueva con reglas a las que no está acostumbrado.
Cucumber llevaba en desarrollo desde 2006, y la anunciaron en noviembre de 2013 junto a dos series hermanas, Banana y la serie online Tofu. Los títulos de las tres series vienen de un estudio científico sobre la erección masculina, que la dividía en varios grados dentro de una escala de dureza, tofu, plátano pelado, plátano y pepino. Al leer ese estudio, Davies dijo que "justo ahí y en ese momento, supe que tenía mi drama".
En España se puede ver en la plataforma Filmin en versión original subtitulada.

## Desarrollo
Cucumber se diseñó originalmente cuando Davies todavía era el show runner de Doctor Who. Viéndola como una secuela espiritual de la serie de 1999 Queer as Folk, More Gay Men, que así es como se llamaba entonces, se iba a centrar en hombres gays de mediana edad, y su origen viene en la pregunta que su amigo Carl Austin le hizo en 2001: "¿por qué tantos hombres gays se alegran cuando nos separamos?". La serie iba a entrar en producción en 2006, pero el éxito de Doctor Who postpuso los planes de forma indefinida. Para marzo de 2007, Davies había esbozado el episodio inicial, y le explicó una escena clave en su correspondencia con el periodista Benjamin Cook:

Puedo imaginar a un hombre que está tan enfurecido por algo pequeño - el hecho de que su novio no aprende a nadar - que se deja llevar por una ira tan grande que, en una sola noche, echa a perder toda su vida. No tiene nada que ver con aprender a nadar, por supuesto. Es sobre la forma en que tu mente puede arreglar algo pequeño y utilizarlo como puerta de entrada a todo un mundo de ira y dolor... Si escribo la escena de aprender a nadar bien - y podría ser la columna vertebral de toda la serie - entonces estaré contando algo sobre hombres gays, sobre parejas, sobre comunicación, sobre ira.
Russell T Davies a Benjamin Cook, 6 de marzo de 2007The Writer's Tale: The Final Chapter

Para 2008, More Gay Men estaba en la lista de series que Davies quería producir tras mudarse a Los Ángeles, California, junto con una adaptación estadounidense de Bob & Rose. La cadena estadounidense Showtime y BBC Worldwide habían aceptado el proyecto de Cucumber, que entró en preproducción en julio de 2011, cuando se suspendió todo un mes después al ser diagnosticado el novio de Davies, Andrew Smith, con un tumor cerebral, que hizo que Davies regresara a Mánchester para que Smith pudiera recibir la quimioterapia más cerca de sus familias.
Channel 4 se encargó entonces de Cucumber para que la produjera Davies junto a su antigua colega Nicola Shindler y la Red Production Company. Se trataba del primer trabajo de Davies para Channel 4 en más de una década. Davies había tenido una agria disputa con la emisora después de que, tras un cambio del personal ejecutivo, decidieran dar marcha atrás a un spin-off de Queer as Folk y al proyecto de The Second Coming. Fue el antiguo productor de Doctor Who Piers Wenger quien convenció a Davies de volver al canal por la naturaleza política de la serie, que para entonces ya se había expandido para incluir a sus hermanas Banana y Tofu. Las tres series se refieren a una escala urológica que mide la dureza de la erección, que se divide en tofu, plátano pelado, plátano y pepino (cucumber), algo que se menciona en la narración que abre la serie.

## Recepción
Escribiendo para The Guardian, Sam Wollaston argumentó que el debut de la trilogía Cucumber/Banana/Tofu era el "evento televisivo de la semana", y que a pesar ser "gloriosa, triunfante y explícitamente gay", él "nunca se sintió ni una sola vez fuera de lugar" como espectador heterosexual. Mark Lawson dijo que la serie tenía un tema más amplio: "el género amplio de la crisis de la respetabilidad, mientras Henry pasa de forma acelerado de un embotamiento presumido a escenas con intervención de la policía, colegas furiosos y humillación social".
Tanto Lawson como Theo Merz (escribiendo en el Daily Telegraph), comparan la trilogía Cucumber con Queer as Folk - Lawson dice que aunque Cucumber y Banana son "bastante gráficas sexualmente", los tiempos han cambiado: "Queer as Folk se hizo en una época en que los activistas luchaban para reducir la edad de consentimiento sexual gay de 18 a 16, mientras que las últimas series de Davies se están emitiendo en una época en la que los matrimonios del mismo sexo son legales", y así el mostrar temas sexuales explícitos es menos probable que sea ofensivo. Merz se muestra de acuerdo, diciendo que Cucumber y Banana "se sienten menos peligrosas, y mucho menos excitantes que la anterior Queer as Folk"; Merz también argumenta que Cucumber tiene un espectro más amplio al representar personajes gays más variados, y ya no tiene que llevar el peso de ser el único programa en la televisión que representa la vida gay.
Escribiendo para el Telegraph, Gerard O'Donovan argumentó que el primer episodio tuvo éxito ("En términos de comedia, funcionó brillantemente, el brío y el ingenio pícaro del guion de Davies trae una extraña energía y hace rechinar al caos que se despliega"), pero Michael Hogan, también para el Telegraph, dijo que después de ver el tercer episodio, se sintió "decepcionado" y sin poder encontrar mucha calidez en el protagonista, Henry.
La serie también recibió una crítica positiva en The Independent, donde Ellen E. Jones dijo: "En las manos de Davies, la tragicomedia de la desesperación de la mediana edad es tan triste, pero tan, tan divertida". Jones también dijo que la atracción hacia la serie era "universal" y no estaba limitada a la audiencia gay.